# Rogério dos Santos
Rogério dos Santos (ur. 31 maja 1962 w Sabará) – brazylijski judoka. Olimpijczyk z Los Angeles 1984, gdzie zajął dwudzieste miejsce w wadze półśredniej.
Brązowy medalista mistrzostw panamerykańskich w 1984 roku. 

## Letnie Igrzyska Olimpijskie 1984
| Konkurencja | Eliminacje           | Klas. końcowa |
| Konkurencja | Przeciwnik I         | Miejsce       |
| ----------- | -------------------- | ------------- |
| 78 kg       | Filip Leščak (YUG) P | 20.           |